# Oliver Jürgens
Oliver Jürgens (Tallinn, 2003. május 10. –) észt válogatott labdarúgó, a Elche Ilicitano játékosa, csatár.

## Pályafutása

### Klubcsapatokban
Az észt Nõmme Unitedben kezdett futballozni, a felnőtt csapatban 16 évesen, 25 mérkőzésen 35 gólt szerzett, így több klub figyelmét is felkeltette, végül az olasz Hellas Verona vette szárnyai alá. Olaszországban a több klubban is megfordult, játszott az Inter és a Torino ifjúsági csapataiban is. A 2020/21-es idényben, az U18-as olasz bajnokságban gólkirály lett az Inter színeiben. 2023. szeptember 4-én a magyar élvonalbeli Újpest csapatába szerződött. A kevés játéklehetőség miatt 2024. január 30-án klubot váltott, a Dunaszerdahely igazolta le. 2024. augusztus 20-án a spanyol harmadosztályban szereplő Ponferradinaba csatlakozott. 2025. január 29-én a szintén spanyol Elche Ilicitanoba szerződött.

### Válogatott
2023. novemberében először kapott meghívót az észt válogatottba, Eb selejtezőkre, Ausztria és Svédország csapata ellen. Előbbi csapat ellen 2023. november 16-án mutatkozott be csereként beállva.

#### Mérkőzései az észt válogatottban
megjegyzés Az eredmények az észt válogatott szemszögéből értendők.
| #  | Dátum              | Ellenfél      | Eredmény | Kiírás       | Esemény |
| -- | ------------------ | ------------- | -------- | ------------ | ------- |
| 1. | 2023. november 16. | Ausztria      | 0 – 2    | Eb-selejtező | 60'     |
| 2. | 2023. november 19. | Svédország    | 0 – 2    | Eb-selejtező | 62'     |
| 3. | 2024. március 21.  | Lengyelország | 1 – 5    | Eb-selejtező | 67'     |

## Sikerei, díjai
- Nõmme United
  - Gólkirály (harmadosztály): 2017–18 (35 gól)
  - Észt bajnok (harmadosztály): 2018–19
- Internazionale Milano Primavera
  - Gólkirály U18-as olasz bajnokság : 2020–21 (12 gól)
  - Olasz ifjúsági bajnokság: 2021–22